# Phaea maxima
Phaea maxima är en skalbaggsart som beskrevs av Bates 1881. Phaea maxima ingår i släktet Phaea och familjen långhorningar. Inga underarter finns listade i Catalogue of Life.